# Bolborhachium dacoderum
Bolborhachium dacoderum là một loài bọ cánh cứng trong họ Geotrupidae. Loài này được miêu tả khoa học năm 1916 bởi Lea.